# Zutter (canção)
"Zutter" (hangul: 쩔어; rr: Jjeol-eo) é uma canção da dupla sul-coreana GD&TOP, gravada a fim de integrar os lançamentos de seu grupo Big Bang, que incluem o single E (2015) e o álbum de estúdio Made (2016). Composta e produzida por G-Dragon, Teddy Park e T.O.P, a canção é derivada dos gêneros hip hop e trap. Ela foi lançada em formato digital em 5 de agosto de 2015 pela YG Entertainment, tornando-se o primeiro lançamento da dupla em quatro anos.

## Antecedentes
Em 24 de julho de 2015, a YG Entertainment realizou o anúncio de lançamento de "Zutter", marcando o primeiro lançamento da dupla em quatro anos. No dia seguinte, uma imagem teaser contendo os respectivos responsáveis por sua produção foi revelado.  Para apoiar seu lançamento, que ocorreu em 5 de agosto de 2015, a dupla e os demais integrantes do Big Bang, participaram de uma contagem regressiva oficial, realizada em um evento ao vivo através do aplicativo "V" do portal Naver, em 4 de agosto de 2015.

## Composição
"Zutter" é uma canção de hip hop com uma melodia apoiada por trap, segundo a Billboard, a faixa é como "um pedaço de hip hop apimentado com trap, batidas de percussão e sintetizadores atordoados, que enfatizam o estilo distinto de ambos". A canção é composta e produzida pela dupla juntamente com Teddy Park, seu título é uma gíria que se traduz como "incrível", "irado". O jornal Philippine Daily Inquirer em sua resenha sobre "Zutter", observou que sua letra explora "a dissolução da defesa da 'vida bandida' e o típico auto-elogio confiante do hip hop - mas com um tom de auto-ridicularização".
G-Dragon afirmou que teve um tempo difícil escrevendo sua letra, pois a revisou diversas vezes, devido as letras de rap tornarem-se um tema de controvérsia em um programa de variedades sul-coreano. A faixa foi considerada imprópria para transmissão na emissora KBS, que alegou que seu conteúdo e linguagem eram grosseiros. A YG Entertainment anunciou posteriormente que "Zutter" não seria revisada, a fim de "manter o significado da canção".

## Recepção da crítica
"Zutter" recebeu análises positivas dos críticos de música, o site KpopStarz elogiou-a como seu provável single "mais marcante e ousado". Tamar Herman da Billboard, considerou que a canção é uma "progressão natural de suas faixas anteriores" e observou que o single e o vídeo musical "mostraram o quão excêntrico a dupla pode realmente ser". Para o Philippine Daily Inquirer, a canção "sugere que GD&TOP não está reverenciando a si mesmo, mas está consciente de que participa de uma tradição irracional de auto-afirmação do hip hop, já desgastada pelo tempo e pela devassidão que acompanha o sucesso". O site coreano Osen, considera "Zutter" "selvagem e estilosa" além de possuir "um fluxo único e rap com uma batida completa, para alcançar os ouvidos dos ouvintes".

## Desempenho nas paradas musicais
Na Coreia do Sul, "Zutter" obteve pico de número dois na Gaon Digital Chart e Gaon Download Chart em sua primeira semana de lançamento, com vendas de 280,817 mil downloads digitais, além de posicionar-se em número sete na Gaon Streaming Chart com 4,334 milhões de transmissões. Na semana seguinte, moveu-se para a posição de número três na Gaon Digital Chart e Gaon Download Chart com vendas de 116,572 mil cópias e subiu para a segunda posição na Gaon Streaming Chart com um total de 5,210 milhões de transmissões.
Na China, estreou em número dois na QQ Music Videos Chart bem como nos Estados Unidos, através da Billboard World Digital Songs. Em Taiwan, "Zutter" foi eleita a décima sexta canção coreana mais popular do ano, através do serviço de música KKBox.
| Paradas (2015)                                 | Melhor posição |
| ---------------------------------------------- | -------------- |
| Coreia do Sul (Gaon Weekly Digital Chart)      | 2              |
| Coreia do Sul (Gaon Monthly Digital Chart)     | 4              |
| Coreia do Sul (Gaon Weekly Download Chart)     | 2              |
| Coreia do Sul (Gaon Weekly Streaming Chart)    | 2              |
| Estados Unidos (Billboard World Digital Songs) | 2              |
| Finlândia (Suomen virallinen lista)            | 30             |

| País           | Parada                        | Vendas  |
| -------------- | ----------------------------- | ------- |
| Coreia do Sul  | Gaon Download Chart (2015)    | 823,317 |
| Estados Unidos | Billboard World Digital Songs | 6,000   |

| Paradas (2015)                                 | Posição |
| ---------------------------------------------- | ------- |
| Coreia do Sul (Gaon Yearly Digital Chart)      | 66      |
| Estados Unidos (Billboard World Digital Songs) | 24      |

### Vitórias em programas de música
| Data                 | Programa     | Emissora |
| -------------------- | ------------ | -------- |
| 20 de agosto de 2015 | M! Countdown | Mnet     |

## Histórico de lançamento
| Região        | Data                 | Formato             | Gravadora        |
| ------------- | -------------------- | ------------------- | ---------------- |
| Coreia do Sul | 5 de agosto de 2015  | CD download digital | YG Entertainment |
| Mundo         | 5 de agosto de 2015  | CD download digital | YG Entertainment |
| Japão         | 12 de agosto de 2015 | CD download digital | YGEX             |